# Baguer-Morvan
Baguer-Morvan è un comune francese di 1 697 abitanti situato nel dipartimento dell'Ille-et-Vilaine nella regione della Bretagna.

## Società

### Evoluzione demografica
Abitanti censiti